# Lincoln Square (Chicago)
Der Lincoln Square an der Nordseite der Stadt Chicago, Illinois, ist einer ihrer 77 Gemeindegebiete. Der Greater Lincoln Square umfasst die kleineren Viertel Ravenswood Gardens, Bowmanville, Budlong Woods und Lincoln Square (Nachbarschaft). Obwohl das Gebiet manchmal unter diesen anderen Namen bekannt ist, bezeichnete die Stadt Chicago es 1925 offiziell als Lincoln Square, zu Ehren des früheren US-Präsidenten Abraham Lincoln, einem Bürger von Illinois. Seit 1956 steht eine Statue Lincolns auf dem Platz.
In den 1840er Jahren begann in dem Gebiet die Landwirtschaft durch neu angekommene Deutschamerikaner. Zwei Brüder, Lyman und Joseph Budlong, führten ab 1857 einen kommerziellen Beizbetrieb in der Nähe der heutigen Lincoln Avenue und Berwyn. Später eröffneten sie ein kommerzielles Gewächshaus und Blumenfelder, um Blumen für den damals neuen Rosehill Cemetery anzubauen.
Über 44.000 Menschen leben in der Nachbarschaft, die vorwiegend aus Privatwohnungen und kleinen Mehrfamilienhäusern besteht und auch über 1.000 kleine und mittlere Unternehmen beherbergt. Das Viertel ist durch die braune Linie der Hochbahn von Chicago erschlossen. Das Viertel grenzt im Norden an Bryn Mawr und Peterson Avenue, im Süden an die Montrose Avenue, im Osten an die Ravenswood Avenue und im Westen an den Chicago River.
Das kommerzielle Herz des Lincoln Square befindet sich an der Kreuzung von Lawrence, Western und Lincoln Avenue. Lincoln Avenue südöstlich dieser Kreuzung beherbergt eine große Auswahl an Restaurants und Geschäften. Der Lincoln Square ist historisch als ein stark deutsch beeinflusster und deutsch besiedelter Stadtteil bekannt. In der Nachbarschaft befinden sich zahlreiche deutsche Unternehmen, darunter das Chicago Brauhaus, Merz Apothecary und Lutz Café & Bakery. Es ist die Heimat der Chicago-Filialen von DANK (dem Deutsch-Amerikanischen Nationalkongress) und dem Niedersachsen-Club. Die deutschsprachige Wochenzeitung Amerika Woche wurde 1972 am Lincoln Square geboren. Ihr ursprüngliches Hauptquartier über dem Brauhaus ist heute nur noch ein Büro.
Häufig finden am Lincoln Square Veranstaltungen wie Festivals und Live-Konzerte statt, etwa das Chicago German-American Oktoberfest im Herbst oder das Square Roots Festival im Sommer. Zur Tradition gehört auch das Apple Fest zur Feier des Herbstbeginns. Dutzende von Händlern verkaufen jeweils Handwerkserzeugnisse und Speisen zum Thema Herbst und Äpfel wie Apfelkuchen, Apfelwein und Apfelpizza. 

## Nachbarschaften in Lincoln Square
- Bowmanville
- Budlong Woods
- Lincoln Square
- Lincoln Square North
- Ravenswood
- Ravenswood Gardens

## Sehenswertes
- Conrad Sulzer Regional Library
- Cambodian Association of Illinois
- DANK Haus German American Cultural Center
- Old Town School of Folk Music
- Rosehill Cemetery

## Krankenhäuser
- Kindred Hospital Chicago North
- Swedish Covenant Hospital

## Schulen
Der Schuldistrikt Chicago Public Schools betreibt die öffentlichen Schulen in Lincoln Square.

### Öffentliche Schulen
- Budlong Grundschule
- Chappell Grundschule
- Jamieson Grundschule
- McPherson Grundschule
- Waters Grundschule
- Amundsen Gymnasium
- Mather Gymnasium

### Andere private oder kirchliche Schulen
- Adler Schools
- German International School Chicago
- Lycée Français de Chicago/The French International School
- North Park Elementary School
- North Shore Junior Academy
- Pilgrim Lutheran
- Queen of Angels Elementary School
- St. Hilary's Elementary School
- St. Mathias School
- Waldorf School

## Parks
Der Lincoln Square enthält mehrere Parks, die von der Behörde Chicago Park District unterhalten werden.
Winnemac Park umfasst mehr als 40 Hektar an der Ecke von Damen und Foster. Der Park umfasst die Campus der Amundsen High School, Chappell Elementary und den Jorndt Field Athletic Complex. Der Park enthält heimische Präriepflanzen, mehrere Baseballfelder, ein Fußballfeld und einen Spielplatz. Die High School umfasst auch ein teilweise öffentlich zugängliches Schwimmbad.
Welles Park erstreckt sich über 15 Hektar und liegt an der Ecke der Lincoln und Montrose Avenue, gegenüber der Conrad Sulzer Regional Library. Dazu gehören ein Gemeinschaftszentrum mit einem Pool, einem Fitnessraum und einem Fitnesscenter. In einem Pavillon im Zentrum des Parks finden im Sommer Konzerte statt. Im Spielplatz in der nordwestlichen Ecke sind Schaukeln, Kletterausrüstung und eine kleine Plansch-Anlage zu finden. Es gibt auch einige Baseballfelder, Tennisplätze und Plätze, um Hufeisen zu werfen.
Jacob Park ist ein kleiner Spielplatz an der Ecke von Virginia und Leland Avenue, direkt neben dem Chicago River. Es verfügt über einen großen Sandkasten mit Lastwagen und Spielzeug. Die Hochbahn "L" verläuft am südlichen Rand des Parks.
River Park liegt am Chicago River, südlich der Foster Ave und westlich der Francisco Ave. Der Park umfasst ein Gemeinschaftszentrum, einen Außenpool und ein Planschbecken. Der Park ist auch der Beginn des North Shore Channel Trail, der 6,7 Meilen durch den Skokie Northshore Sculpture Park und bis nach Evanston führt.
Der Vogle-Spielplatz ist in der Ecke von Lawrence und Hoyne Avenues versteckt.
Der Gross Park ist ein kleiner Park an der Ecke Lawrence and Washtenaw mit mehreren Basketballplätzen, einen kleinen Fußballfeld und einem barrierefreien Spielplatz mit weicher Oberfläche.
Der Sunken Gardens Park ist ein kleiner Park am Chicago River an der Ecke der Virginia and Sunnyside Avenue mit einer Rasenfläche und einigen Bänken.

## Öffentliche Kunst
- Berliner-Mauer-Denkmal (Western Avenue Brown Line Station), 2008
- Lincoln-/Leland-Wandgemälde (Lincoln Quality Meat Market), 2007
- Greater Rockwell Mural (Beans and Bagels), 2005
- Lincoln-/Sunnyside-Wandgemälde, 1997
- Der Maibaum (Leland und Lincoln), 1999
- Giddings Square Fountain, 1999
- Lombard Lampe (Giddings Square), 1979
- Die Chicago-Lincoln-Statue (Westecke, Lawrence und Lincoln), 1956
- Das Lincoln-Square-Wandgemälde (Lincoln Square Athletic Club), 1991

## Brauereien und Brennereien
Lincoln Square / Ravenswood wird wegen der hohen Anzahl von Brauereien und Destillerien manchmal auch "Malt Row" genannt. Dazu gehören unter anderen:
- Half Acre Brewery
- Dovetail Brewery
- Band of Bohemia
- Begyle Brewing
- Spiteful Brewing
- Koval Distillery

## Veranstaltungen
- Ravenswood Run 5K
- May Fest
- Lincoln Square Summer Concert Series
- Square Roots
- Lincoln Square Poetry Fest
- Chicago German-American Oktoberfest
- Lincoln Square Fall Apple Fest
- Friends of the Craft Beer Festival
- Friends of the Grape Wine Festival
- Christmas Tree Lighting in the Square